# Hrastelj
Hrastelj je priimek v Sloveniji, ki ga je po podatkih Statističnega urada Republike Slovenije na dan 1. januarja 2010 uporabljalo 49 oseb.

## Pomembni nosilci priimka
- Andrej Hrastelj (*1933), vinogradnik, ekonomist, državni svetnik
- Anton (Tone) Hrastelj (1929–2025), ekonomist in gospodarstvenik, univ. profesor
- Franc Hrastelj (1894–1981), duhovnik, publicist, politik, stolni kanonik
- Gašper Hrastelj, politik
- Peter Hrastelj (1935–2018), župan Občine Laško in poslanec državnega zbora
- Stanka Hrastelj (*1975), pesnica, pisateljica, urednica, oblikovalka keramike
- Vinko Hrastelj (1940−1971), gledališki in filmski igralec